# Helleriella guerrerensis
Helleriella guerrerensis är en orkidéart som beskrevs av Robert Louis Dressler och Eric Hágsater. Helleriella guerrerensis ingår i släktet Helleriella och familjen orkidéer. Inga underarter finns listade i Catalogue of Life.